# Дискомедузи
Дискомедузите (Semaeostomeae) са разред животни от клас Същински медузи (Scyphozoa).
Таксонът е описан за пръв път от Луи Агасиз през 1862 година.

## Семейства
- Cyaneidae
- Drymonematidae
- Pelagiidae
- Phacellophoridae
- Ulmaridae